# Ernest Jesse Palmer
Ernest Jesse Palmer ( 1875 - 1962 ) fue un botánico estadounidense-inglés. La familia Palmer de Amos y Annie, migró a EE. UU. en 1878, y se estableció en Misuri cuando Ernest tenía 14 años de edad. En gran parte autodidacta, Palmer comenzó a recolectar plantas para el Jardín Botánico de Misuri.
Desde 1921 continuó trabajando como recolector de plantas para Charles Sprague Sargent y al Arnold Arboretum. Y su relación con el arboreto continuó, publicando varias obras, mostrando un papel decisivo en la recopilación de los primeros artefactos nativos americanos. Sus recogidas incluyeron más de 250 imágenes fotográficas.

## Algunas publicaciones
- john theodore Buchholz, ernest jesse Palmer. 1926. Supplement to the Catalogue of Arkansas plants. N.º 22 de Journal series of the University of Arkansas. 65 pp.
- 1930. The Spontaneous Flora of the Arnold Arboretum
- ---------, julian alfred Steyermark. 1935. An annotated catalogue of the flowering plants of Missouri. Volumen 22, N.º 3 de Annals, Missouri Botanical Garden. 384 pp.
- 1944. Food Plants in the Arnold Arboretum

- La abreviatura «E.J.Palmer» se emplea para indicar a Ernest Jesse Palmer como autoridad en la descripción y clasificación científica de los vegetales.[1]